# لورا هوپ کروس
لورا هوپ کروس (انگلیسی: Laura Hope Crews؛ ۱۲ دسامبر ۱۸۷۹ – ۱۲ نوامبر ۱۹۴۲) یک هنرپیشه اهل ایالات متحده آمریکا بود.

## بخشی از فیلمشناسی
از فیلم‌ها یا برنامه‌های تلویزیونی که وی در آن نقش داشته‌است می‌توان به آثار زیر اشاره کرد.
- سیه‌پرها (فیلم) (۱۹۱۵)
- ریسمان نقره‌ای (فیلم) (۱۹۳۳)
- کمیل (فیلم ۱۹۳۶) (۱۹۳۶)
- فرشته (فیلم ۱۹۳۷) (۱۹۳۷)
- خواهران (فیلم ۱۹۳۸) (۱۹۳۸)
- فصل باران آمد (۱۹۳۹)
- رینو (فیلم ۱۹۳۹) (۱۹۳۹)
- بربادرفته (فیلم ۱۹۳۹) (۱۹۳۹)
- گوژپشت نتردام (فیلم ۱۹۳۹) (۱۹۳۹)
- یک پا در بهشت (۱۹۴۱)